# Achorion
Achorion — рід грибів родини Arthrodermataceae. Назва вперше опублікована 1845 року.